# 勾號
勾号（英語：或）又称剔号、对号、对勾、对钩，符号为：✓、✔、☑等。在中国，该符号常用来表示「是」、「对」或「正确」等有积极含义的概念符号，其含义通常与叉号（✗）相对。
该符号在中国大陆常称为「对号」、「对勾／对钩」等。广东等地常称为「剔子」、「剔号」，读音为「thëk」（广韵），粤语读音为「tik1」，与英文「tick」读音近似，常被认为是自英文传入的外来语。
在动词的场合，「打勾」、「划钩」等表示划上该符号，而广东话则直接以「剔」作加上勾号之意。中国大陆以及台湾的老师在批改作业时，通常会在正确的解答旁打勾。在填表时，也经常会见到方框（核取方块）用以划钩。
在瑞典、芬兰等国家，勾号（✓）有时用来表示「错误」的概念。如在芬兰语，「✓」读作「väärin」，即「错误」的意思。
在日本、韩国等国家，用来表示「正确」等有积极性含义的概念的符号通常为圈号（○）。勾号（✓）常在复查、审核、确认时使用，如，装有申请文书的文件袋外，常写著袋内装入的各项必要的申请资料的题名，前面附有方框用以划钩来确认该资料已经装入袋内。而老师在批改作业时，一般使用圈号（○）来表示正确的含义。
在美国和加拿大等国家，在选框内画叉号（✕）亦可表示「选择」，并不代表“错误”。例如，有些调查表表示受访者可在所选项目的方框内画叉，与中国大陆常见的在方框内打勾（✓）作用相同。  

## Unicode

在方格中的勾号

Unicode包含有多种与其相关的符号，包括：
| 符号 | Unicode码(Hex) | 名字                                  |
| ---- | -------------- | ------------------------------------- |
| ⍻    | U+237B         | NOT CHECK MARK（无勾号）              |
| ☑    | U+2611         | BALLOT BOX WITH CHECK（打勾选票方格） |
| ✅   | U+2705         | WHITE HEAVY CHECK MARK（白色粗勾号）  |
| ✓    | U+2713         | CHECK MARK（勾号）                    |
| ✔    | U+2714         | HEAVY CHECK MARK（粗勾号）            |

## 引用和注释
1. ↑  . Elections and Democracy. Elections Canada.   [2025-08-12] （英语）.
2. ↑   (PDF). Virginia State Board of Elections. Virginia State Board of Elections.   [2025-08-12] （英语）.

## 外部连结
- Unicode Character 'CHECK MARK' (U+2713) （页面存档备份，存于）